# Mesabolivar eberhardi
Mesabolivar eberhardi là một loài nhện trong họ Pholcidae. Loài này được phát hiện ở Brasil, Trinidad, Colombia, Venezuela và Peru.